# 千葉和郎
千葉 和郎（ちば わろう、1923年12月23日 - 2018年1月17日）は、日本の裁判官。最高裁判所事務総局刑事局長や、東京高等裁判所部総括判事、福岡高等裁判所長官、名古屋高等裁判所長官等を歴任した。

## 人物・経歴
第二高等学校で寮歌「散りにし花は」を作曲。東北大学卒業後、東京地方裁判所判事補、最高裁判所事務総局刑事局第二課長、東京地方裁判所部総括判事、最高裁判所事務総局秘書課長、最高裁判所事務総局刑事局長、大津地方裁判所長、東京高等裁判所部総括判事、横浜地方裁判所長、東京家庭裁判所長等を経て、1985年福岡高等裁判所長官。1987年名古屋高等裁判所長官等を歴任した。2018年肺炎のため死去。享年94。喪主は長男の千葉和則東京家庭裁判所部総括判事が務めた。